# 毛髮 (音樂劇)
《毛髮：美國部落式愛搖滾音樂劇》，簡稱《毛髮》（英語：Hair），是一部搖滾音樂劇，由美國演員詹姆斯·雷达和傑羅姆·羅格尼填詞和編劇，加拿大作曲家高爾特·麥地蒙作曲。
該劇講述20世紀60年代的嬉皮士運動和性革命，於1968年在百老匯首演。主角是嬉皮團體「部落（Tribe）」的成員，許多歌曲以反對越南戰爭的和平示威為主題。這部音樂劇在當時引起了很多爭議，包括粗言穢語、毒品合法化、性解放、褻瀆國旗和裸體情節等爭論，它抓住了 1960 年代嬉皮士運動的當代精神，以不同種族的演員陣容演出，這也是將搖滾音樂和音樂劇相結合而成功的第一個事例，為首部定義「搖滾音樂劇」類型的作品。
《毛髮》敘述了「Tribe」的故事，這是一群在寶瓶座年代政治參與活躍、留著一頭長髮在紐約過著波希米亞式生活、反對被征入越南戰爭的嬉皮士們 —— 克劳德、他的好朋友伯杰、他們的室友希拉以及他們的朋友們。他們努力平衡著自己的青年生活、愛情和性革命，以及他們對戰爭、保守的父母和社會的反抗。最終，克勞德必須决定是像他的朋友們那樣抵制徵兵，以遵從自己的內心，還是在越南服役，犧牲自己的和平主義原則，服從父母和保守美國社會的壓力，並冒著生命危險出征。
1967年10月17日，《毛髮》在外百老匯的公共劇院進行了首次公演，其後於1967年12月至1968年1月在 Cheetah 夜總會上演，於1968年4月在百老匯開幕，共計演出了 1,750 場。此後不久，美國及歐洲多個城市進行了同步製作，其中包括在倫敦西區成功上演了 1,997 場演出。從那時起，該音樂劇在世界各地上演了不同製作版本的演出，產生了數十張音樂劇的錄音唱片，包括銷售達 300 萬張的1968年百老匯原創演員原聲帶錄音，劇中配樂裡的一些歌曲，更是成為當時的十大熱門歌曲。
1979年，音樂劇《毛髮》被改編翻拍成同名電影。2009年3月31日，《毛髮》在百老匯重新復排演出，獲得了廣泛好評，並贏得東尼獎最佳復排音樂劇和戲劇桌獎傑出復排音樂劇的榮譽。《時代雜誌》曾於2008年如此評價道：「今天的《毛髮》似乎比以往任何時候都更加大膽。」

## 歷史
《毛髮》由兩位美國演員詹姆斯·雷达和傑羅姆·羅格尼構想而成。兩位演員在1964年外百老匯音樂劇《低頭或死》中認識，並在同年下半年開始編寫《毛髮》。主角實為兩位編劇之寫照，沉思浪漫的克勞德是雷達的寫照，而外向的伯傑是羅格尼的寫照。他們的緊密關係，包括中途發生的風波，都反映在音樂劇中。據《毛髮》其中一位編劇雷達表示：「我們是好朋友。這種充满激情的关系發作創意，並寫下來成為這篇作品。我們將我們之間的戲劇呈現在舞台上。」
雷達描述《毛髮》的靈感是「在街上我們碰到的角色、我們認識的人和自我想像的結合。我們知道這群在東村的小孩輟學和逃避兵役，那時報章亦有很多文章敘述小孩因長髮而被開除學籍。」他亦表示：「在街上、在公園裡和在嬉皮士聚集的地方有很多刺激，而我們想如果我們能夠傳輸這些刺激到舞台上，這會是精彩的……我們與他們閑逛，進入他們的被入和讓我們的頭髮生長。」雷達說很多演員（尤其是雪莱·普林顿）都是在街上招募出來的。雷達亦表示：「這在歷史上十分重要，以及如果我們沒有寫下它，這就沒有任何例子。你可以透過閱讀和看影片了解它，但你不能『感受』它。我們想，『這些是發生在街上的』，我們要將它帶入舞台。」
兩位編劇來自不同的藝術背景。在大學時，雷達編寫滑稽音樂劇和志願成為在罗杰斯和汉默斯坦傳統上的百老匯作曲家。他向李·斯特斯伯格學習演技。羅格尼則是外外百老匯的實驗劇場之一開放劇院的活躍成員。羅格尼向雷達介紹在開放劇院發展的現代劇院風格和方法。1966年，兩人編寫《毛髮》的時候，羅格尼在開放劇院演出梅根·特里關於年輕人在越戰時被部署的劇作《越搖滾》。除了其戰爭主題外，《越搖滾》所採用的實驗戲院式即兴练习亦為後來的《毛髮》提供參考。
雷達和羅格尼將《毛髮》劇本的草稿交給製片人埃里克·布劳，他再經共同朋友纳特·夏皮罗聯絡曾在1961年憑加農炮艾德利的《非洲华尔兹》奪得格林美獎的加拿大作曲家高爾特·麥地蒙。據麥地蒙所述，兩位編劇的生活方式和他形成鮮明對比：「我有短髮、一個妻子，和四個小孩。我住在史泰登島。」 麥地蒙亦說：「在我認識雷達和羅格尼時，我從沒聽過嬉皮士。」  但他亦分享雷達和羅格尼對製作一齣搖滾音樂劇的熱情。  1968年5月，麥地蒙接受訪問時曾說：「我們獨立工作。我較嚮往這種方式。雷達和羅格尼給我題材，我就將這些題材譜成歌曲。」麥地蒙在三個星期之內作下《毛髮》的第一批歌曲。，包括《我得到生活》、 《沒有得到任何》、《我往哪裡去》和主題曲。在劇中其中一首歌曲《水瓶座》本來是标新立异的艺术作品，後重寫為令人振奋的讚歌。

《毛髮》在獵豹夜總會公演時的海報

### 外百老匯版
羅格尼和雷達打算將《毛髮》放上百老匯上演，但被多次婉拒。最後，紐約莎士比亞戲劇節發起人约瑟夫·帕普安排其於位處紐約東村，當時仍在興建的公共劇院上演。這亦是帕普首次參與製作非莎士比亞作品。此次製作並非如此順利。據2007年9月16日《紐約時報》文章〈水瓶座的老化〉所述：「綵排和選角過程混淆了，題材對很多劇院職員來說亦令人費解。同時是公共劇院的助理藝術導演的導演杰拉尔德·弗里德曼，在最後一週的綵排後因沮喪而退出並請辭，並獲帕普接納。由原負責編舞的安娜·索科洛夫接手……在一次災難性的最後綵排之後，帕普電報身處華盛頓的弗里德曼回來，他答應了。」
《毛髮》在1967年10月17日在公共劇院上演六週。由沃克·丹尼尔斯（飾演克勞德）、傑羅姆·羅格尼（飾演伯傑）、吉尔·奥哈拉（飾演希拉）、史蒂夫·迪恩（飾演沃夫）、阿诺德·威尔克森（飾演呼德）、萨利·伊顿（飾演珍妮）和雪莱·普林顿（飾演克莉絲）主演。舞台設計由李名覺負責，費阿尼·奥尔德里奇擔任服裝設計。安娜·索科洛夫雖在綵排初期開始編舞，但杰拉尔德·弗里德曼仍在該版編舞中佔一席位。雖然該版有「不温不火的批評」，但受歡眾歡迎。該版原聲碟在同年推出。
打算參選美國參議院議員的芝加哥商人米高·巴特勒看見《毛髮》在《紐約時報》刊登的廣告之後，相信《毛髮》是一部敘述美國原住民的音樂劇，他觀看在公共劇院的公演數次以後，決定聯同约瑟夫·帕普在公共劇院公演完結後在紐約另覓場地演出。帕普和巴特勒首先選擇了位處53街和百老匯交界的的士高獵豹夜總會進行公演。該次公演在1967年12月22日開始，並上演了45場。無論是公共劇院版本或是獵豹夜總會版本，均沒有出現裸體情節。

### 百老匯版修訂
1968年1月，在獵豹夜總會的公演完結後，《毛髮》又作出了大規模修訂。在該次修訂中，原外百老匯劇本的尺度被寫得更為寬鬆和真實。例如，克勞德在外百老匯版中是一個志願成為電影導演的外星人，而修訂後的克勞德是人類。此外，13首新歌曲亦加入在修訂版中。歌曲《让阳光照进来》在音樂劇末段被加入以令結局更令人振奋。
在《毛髮》遷至百老匯演出前，創作團隊聘請曾帶領外百老匯實驗劇團拉馬馬實驗劇團取得聲譽的湯姆·奧賀爾根擔任導演。他曾是公共劇院版導演的第一人選，但因其身處歐洲而無法上任。《新聞週刊》形容奧賀爾根的導演風格為「感性的、野蛮的、彻底的音乐劇……他分解言語結構及形容旁白，以至不同演員之間的角色……他享受感官轰炸。」在綵排時，奧賀爾根使用從维奥拉·斯普林和保罗·希尔斯傳下來的，涉及角色扮演和即興「遊戲」的技術。這些改動均呈現在百老匯版的劇本中。奧賀爾根和新上任的編舞朱莉·阿雷纳鼓勵演員自由与自然，共引入在百老匯未曾用過的「一種有機、即貴的舞台方式」。這個靈感包括編劇在中央公園看見反戰示威中，為顯示蔑视和自由的裸體抗議方式之後，而萌生加入的裸體情節的構想。奧賀爾根協助將其加入音樂劇的結構中。
帕普拒絕加入百老匯版的製作，故巴特勒決定親自擔任製片人。由於當時百老匯的劇院對選材方面較為保守，巴特勒曾被認為未能確保百老匯劇院會上演《毛髮》。但是，靠巴特勒的人脈，最終說服比尔特莫尔剧院的東主大卫·科根將《毛髮》放上百老匯公演。

## 劇情

### 第一幕（1968年百老匯版）
「部落」名義上的領袖克勞德與部落成員，紐約大學學生、決心的政治運動家希拉和玩世不恭的自由靈魂伯傑，慶祝他們成為寶瓶座年代的小孩。伯傑自稱自己是「迷幻泰迪熊」和透露他在「尋找我的唐娜」。
部落把一份合法和非法的藥物列表背出來。一個慷慨的靈魂沃夫赞美几種性行为並說：「我長出東西。」一個好戰的非裔美國人呼德聲稱自己是「美國愛的總統」。克勞德以錯誤的英語口音說出自己是來自英國曼徹斯特的「森林中最美麗的野獸」。一個部落成員記起自己來自紐約法拉盛。沃夫、呼德和伯傑之後講述自己是甚麼膚色，而克勞德則說自己是「隱形的」。部落再背出一份他們所缺東西的列表出來。四名非裔美國人部落成員順序背出路牌。
希拉帶領部落示威。一名偏心的少婦珍妮戴著防毒面具出現。她是克勞德的女朋友，並懷有身孕。儘管她願望她懷的是克勞德的孩子，但她被「瘋狂地反常的速度敲著」。部落成員連成LBJ（時任美國總統林登·約翰遜）、CIA（中央情報局）、和LSD（麥角酸二乙醯胺）字樣。六名部落成員裝扮得像克勞德的父母，訓斥克勞德的罪過—他沒有工作，和他收集堆積如山的剪報和筆記。他們說他們不會給他任何金錢，和叫他加入軍隊以令其徹底改變。為了反抗，克勞德帶領部落慶祝他們的活力。
在部落成員分派想像丸之後，部落成員說出這些藥丸是為高調人物如李察·尼克遜、時任教宗保祿六世和時任亞拉巴馬州州長喬治·華萊士而設。伯傑講述他怎樣被逐出高中。克勞德從徵兵體能測試中及格，他假裝將徵兵卡燒掉，後被伯傑識破是借書證。克勞德對於自己被徵入軍隊而感到憂心忡忡。
兩個遊客打扮成遊客，問其他部落成員為甚麼他們有「長髮」。克勞德和伯傑帶領部落解釋「長髮」的意義。女遊客說小孩應該「自由、無罪」和應該「在不傷害任何人的情況之下做想做的事。」她認為長髮是自然的，像雄鳥「優雅的羽毛」。她打開她的外套去揭露她是作女性打扮的男人。遊客走了之後，部落叫她玛格丽特·米德。
希拉給伯傑一件黃色襯衫。伯傑心不在焉並把襯衫一分為二。希拉對伯傑著緊「流血的人群」多於自己感到沮喪。珍妮總結各人的戀愛纠葛：「我和克勞德閑逛，希拉和伯傑閑逛，伯傑到處閑逛。克勞德則在希拉和伯傑之間閑逛。」伯傑、決夫和另一個部落成員在諷刺下揮舞美國國旗。在年輕和天真的克莉絲形容她心儀的男孩「弗兰克·米尔斯」之後，部落參與「被入」。部落中的男人焚燒他們的徵兵卡。克勞德本想將徵兵卡放進火中，但後來改變主意。他問：「那個告訴我為甚麼我生與死的東西在哪裡，那個告訴我為甚麼我生與死的人在哪裡？」部落成員裸體出現，吟誦「珠子、鲜花、自由、幸福。」

### 第二幕（1968年百老匯版）
四個部落成員在唱「電藍調」。在一次遮光之後，部落崇拜「權力之神」。克勞德從徵兵中心回來時，部落成員演繹克勞德徵兵時的情景。呼德說：「徵兵是白人送黑人向黃種人宣戰以保衛自己從紅種人（即美國原住民）偷回來的領土。」克勞德給沃夫一張米克·贾格尔的海報，沃夫對此表示激動，因為他說他剛與賈格爾閑逛。三個部落的白人女人說她們喜歡「黑人男孩」的原因，而三個部落的、打扮像至上女聲組合的黑人女人就解釋為何她們喜歡「白人男孩」。
伯傑給包含迷幻藥的關節交給克勞德。克勞德開始服兵役，而部落則扮演他的視角。他在越南叢林中跳傘。伯傑以一身乔治·华盛顿將軍打扮出現。他因被美國原住民襲擊而被告知撤退。美國原住民將華盛頓的軍隊全部殺掉。之後，尤利西斯·辛普森·格蘭特將軍亦出現，然後開始點名：亞伯拉罕·林肯、約翰·威爾克斯·布思、卡爾文·柯立芝、克拉克·蓋博、斯佳麗·奧哈拉、艾瑞莎·弗蘭克林、喬治·阿姆斯特朗·卡斯特陸軍上校。克勞德的名字亦出現在點名中，但克勞德打賭說「他不能做到」。他們全部人跳小步舞曲直至三個非洲巫醫殺掉他們（林肯除外，因為他說：「我是你們的一份子」。）在三個巫醫唱完對他的贊歌後，林肯背出葛底斯堡演說的另一版本。布思射殺林肯，但林肯和他說：「我不是為沒有白人而死。」
克勞德視角仍然繼續著。一名比丘將一罐氣體交給另一名引火自焚的比丘（影射釋廣德自焚事件），然後逃跑和尖叫。三個天主教修女絞殺其餘三個同行的比丘。三名太空人用雷射槍射殺修女。三名華人用刀插死太空人。三名美國原住民用弓和戰斧殺死華人。三個绿色贝雷用機關槍殺死美國原住民和自相殘殺。一個警長和兩個家長拿著一件用衣架掛著的西裝出現。家長對這件西裝由他們的兒子穿著深表光榮。屍體在此時甦醒並活動得像小孩般。屍體的活動演變暴力，直至他們再次死去。之後他們再度甦醒。在旅程的最後，兩個部落成員在死屍上唱莎士比亞有關人性高貴的歌詞。
在旅程之後，克勞德說：「我不能花時間在街上住……我知道我想……變得隱形。」他們「望向月亮」。希拉和其他人享受光線照射的時刻。部落讚揚舊床墊。克勞德抱著他的顧慮獨自離開。他離開時，其他部落成員在暴風雪之中裹著被子。他們發動抗議，之後想知道克勞德在哪裡。伯傑呼出：「克勞德！克勞德！」克勞德以一身軍服、一頭短髮出現，但其他部落看不見他，因為他是一個隱形的靈魂。克勞德說：「不論喜歡還是不喜歡，他們拿走了我。」
其他部落成員移到克勞德前面，《部落》的故事亦在此結束。

## 早期製作

### 百老匯
《毛髮》在1968年4月29日在百老匯比尔特莫尔剧院上演。該次製作由湯姆·奧賀爾根執導，朱莉·阿雷纳編舞，羅賓·瓦格納負責舞台設計，南希·波茨負責服裝設計，儒勒·费舍尔負責燈光。1968年百老匯版公演時的主要演員包括編劇雷達和羅格尼（分別飾演克勞德和伯傑）、林恩·凯洛格（飾演希拉）、拉蒙特·华盛顿（飾演呼德）、萨利·伊顿（飾演珍妮）、雪莱·普林顿（飾演克莉絲）、梅尔巴·摩尔（飾演迪翁）、史蒂夫·库里（飾演沃夫）、罗尼·戴森（主唱《水瓶座》）、保罗·贾巴拉和黛安·基顿（其後摩爾和基頓亦有飾演希拉）。其他演員包括本·弗林、基思·卡拉丁、巴里·麥圭爾、泰德·蘭格、米德·羅夫、肯尼·西摩、喬·巴特勒 (演員)、帕皮·卡斯特羅、羅賓·麥克納馬拉、希瑟·麦克雷、埃迪·蘭博、貝弗利·寶馬斯、维姬·苏·罗宾逊、金·米尔福德等。
《毛髮》上演後不久，其團隊就捲入與東尼獎主辦單位的官司之中。米高·巴特勒因不同意主辦單位認為《毛髮》不合資格而將1968年東尼獎截止提名日期由原本的4月3日提早為3月19日的決定而提出訴訟，但未能令東尼獎主辦單位改變決定。在1969年東尼獎，《毛髮》獲提名最佳音樂劇和最佳音樂劇導演，但同樣敗給《1776》。此次上演歷時四年，共上演1750場，於1972年7月1日落幕。

### 早期區域製作
美國西岸版本在1968年百老匯版上演後6個月在洛杉磯水瓶座剧院上演，並前所未有地上演兩年。洛杉磯版的主要演員包括雷達、羅格尼、本·弗林（後接替羅格尼）、罗伯特·罗斯曼、羅德·謝潑德、特德·尼利（後接替雷達）、米德·羅夫、格洛丽亚·琼斯、塔塔·维加、祖比亞、珍妮佛·華恩絲和多比·格雷。
不久，9個美國城市的版本亦同時裝作，並進行全國巡迴表演。這些版本的演員包括乔·曼特尼亚、安德烈·德·希尔兹、阿麗娜·里德·霍爾（芝加哥版）、大衛·勒斯利、大卫·帕特里克·凯利、肖恩·墨菲（底特律版）、阿诺德·麥哥納（巡迴公演）、鲍勃·宾厄姆（西雅圖版）和菲利普·迈克尔·托马斯（三藩市版）。《毛髮》百老匯版的創作團隊亦參與洛杉磯版、芝加哥版和三藩市版的創作，而百老匯的舞台設計藍本則為這些及其他早期區域製作訂立模範。湯姆·斯密塔爾斯亦擔任洛杉磯版的共同製片人。區域製作的演員大多由當地演員組成，但亦有部份百老匯版演員在其他城市飾演其在百老匯版的角色。奧賀爾根和兩位編劇有時會在區域製作中構思新構想和修訂，並將其帶回紐約，如在洛杉磯版首次出現的生雞被撕情節。
《毛髮》在百老匯仍然上演時就有很多城市的版本，在音樂劇中實算罕有。曾聲稱《毛髮》是「有史以來最強的反戰聲明」的製片人米高·巴特勒就此解釋，表示他製作這麼多版本的原因在於影響公眾的反戰輿論，並協助提早結束戰爭。

1968年西區劇院版海報

### 西區劇院
《毛髮》在1968年9月27日在倫敦西區劇院的沙夫茨伯里剧院上演，由百老匯的部份製作團隊成員參與製作。因英格蘭在1968年才根據《1968年劇院法》廢除戲劇審查制度，以令含裸體及亵渎內容的戲劇可以上演，《毛髮》亦因此被推遲上演。正如其他早期製作的版本，倫敦版亦加入了本地特色，並對百老匯版作出小修訂。
倫敦版首演時的主要演員包括桑雅·克里斯蒂娜、彼得·斯特拉克、保罗·尼古拉斯、梅尔巴·摩尔、伊蓮·佩姬、保罗·科达、玛莎·亨特、費羅拉·本傑明、亚历克斯·哈维、奥利弗·托比亚斯、理查德·奥布莱恩和蒂姆·克里。這是克里首次成為全職戲劇演員，亦是他與後來的《洛基恐怖秀》的合作者奥布莱恩的首次合作。《毛髮》倫敦版的反應，甚至比百老匯版更大，它共舉行了1997場公演，直至1973年7月因建築物天台倒塌而被逼落幕為止。

### 早期國際製作
巴特勒的拍檔和百老匯版的行政製片人贝特朗·卡斯泰利將《毛髮》製作成不同的外語版本卡斯泰利為一個縱橫巴黎藝術圈的製作人，並與巴勃羅·畢加索和让·谷克多緊密合作。巴特勒形容他是一個「疯狂的艺人……一個穿西裝和珠子的男人」。卡斯泰利決定將《毛髮》以本地語言在《毛髮》百老匯英文版結束後在世界各國公演。翻譯緊貼原劇本，亦使用百老匯版的舞台設計。每份劇本亦加入本地特色，例如街名和對本地政治人物和名人的描繪。卡斯泰利在法國、德國、墨西哥和其他國家擔任《毛髮》的製片工作，有時甚至親自執導。
由卡斯泰利執導的德國版《毛髮》在1968年在慕尼黑上演。主要演員包括唐娜·桑默、利兹·米切尔和唐娜·韋恩特。1969年6月1日，《毛髮》在巴黎上演，並取得成功。1969年6月6日，由哈里·M·米勒擔任製片人，吉姆·沙曼執導的澳洲版《毛髮》在雪梨首演，由基思·格拉斯（飾演伯傑，其後由羅格·利弗莫爾飾演）、約翰·沃特斯（飾演克勞德）和莎朗·里德（飾演魔術師）主演。里德是六個前赴澳洲演出《毛髮》的非裔美籍演員之一。該次上演打破本地票房紀錄，並上演了兩年。但由於部份語言不恰當，原聲唱片在昆士蘭州和紐西蘭被禁。其後《毛髮》在1971年轉移至墨爾本上演，並舉行巡迴公演。這亦是在波士頓出生的澳洲歌手玛西娅·海因斯的首次舞台演出。在墨西哥，在阿卡普尔科演出一晚後被禁演。十八歲的索尼婭·布拉加亦曾出現在1969年巴西版《毛髮》。
另一知名版本為前南斯拉夫貝爾格萊德版，這亦是《毛髮》首次在共產主義國家演出。由本地女製片人暨導演米拉·特拉諾維奇執導，而時任南斯拉夫總統約瑟普·布羅茲·鐵托亦曾觀看演出。貝爾格萊德版本是兩位編劇雷達和羅格尼最喜歡的版本之一，羅格尼曾說：「這裡對中產階級沒有偏見。」在貝爾格萊德版的劇本中，亦包括對毛澤東以至當時南斯拉夫的對手阿爾巴尼亞的諷刺。
直至1970年，《毛髮》在票房上取得顯著成功，並在北美洲以外公演。除上述版本以外，《毛髮》亦在斯堪的納維亞、南美洲、意大利、以色列、日本、加拿大、荷蘭、瑞士及奧地利公演。根據《告示牌》所述，部份版本的票房收入達到每十天一百萬美元，亦售出了300張原聲唱片，令它成為「歷史上最成功的音樂劇，以至百老匯史上寫得最成功的音樂劇。」

## 主題
《毛髮》顯示了1960年代嬉皮士運動的多項主題。編劇斯科特·米勒曾如此形容《毛髮》。
美國青年，尤其是在大學校園的美國青年，開始就他們認為美國做錯的事情，如種族主義、環境破壞、貧窮、性別歧視主義和性壓抑、家庭暴力和越戰抗爭、新科技的去個人化和政治貪污而抗爭……與主流輿論相反，嬉皮士對美國十分尊重，並認為他們是唯一真心地想救國和令它變得更好的人，是真正的愛國者……長髮是嬉皮士的象徵—他們的……象徵不但表示反叛，亦表示拒絕歧視和性別定型的新可能。它象徵男女平等……嬉皮士的衣著亦反映訴求。單調的工作服表示抗拒物質主義。其他文化的衣著，尤其是第三世界和美國原住民的衣著，代表他們對全球化和反對美帝國主義和自私的覺醒。簡單的棉質裙和其他天然物料，就代表拒絕合成物料，回歸自然和簡單的年代。有些嬉皮士穿著二戰時和南北戰爭時的夾克，作為戰爭的雙向選擇，以傳播非暴力的新思想。

### 種族與部落
《毛髮》在百老匯上演時，延續1927年的《演艺船》和1935年《波吉与贝丝》的先例，作出種族融合的嘗試：演員陣容中有三分之一為非裔美國人。除在諷刺場景以外，各黑人角色視彼此為平等，打破黑人在視聽娛樂中作為奴隸和僕人的傳統形象。一篇刊登在《烏木》的文章指出，《毛髮》是美國舞台史上最多黑人演員展示的音樂劇。
《毛髮》的部份歌曲及情節亦反映種族歧視的問題。比如由激進黑人男性、呼德所唱的《彩色铲》，是種族侮辱用詞的列表與他自稱自己是「美國愛的總統」。在歌曲結束時，他告訴部落說一個「不羈的人」會奪走他，部落因此假裝懼怕他。由黑人部落成員所唱的《盡頭路》，是象徵黑人挫折和異化的街名列表。而其中一個部落的抗議口號是「我們覺得甚麼才是最棒的？就是轟炸、私刑和隔離！」 《黑男孩／白男孩》則是異族通婚的非凡回應。美國聯邦法院在1967年廢除有關法律。部落的另一抗議口號為：「黑人、白人、黃種人、紅種人，在一張特大號床上交配。」
《艾比婴儿》是第二幕「旅程」情節的一部份：四名非洲巫醫殺掉除由女性黑人部落成員扮演，他們決定不會殺掉的亞伯拉罕·林肯以外的美國歷史、文化和虛構人物。歌曲的第一部隊包含在舊電影中黑人角色所說的刻板語言，如「我已完成……拔出你所有的大麻」和「我已自由，多謝你，林肯大師」等。林肯一角之後背誦現代版的葛底斯堡演说。與此同時，一白人部落成員在用林肯的金发刷她的鞋。
劇本對美國原住民的印象是反消費主義、嬉皮士運動和《毛髮》對自然主義的聚焦。《毛髮》的角色被稱為「部落」，借用了美國原住民社會用詞 。而各版本的演員亦用部落式的名字：「此舉不但具化妝效果……整個演員陣容亦須共同合作、喜愛對方，以及有時候在上演時，須以一個单一的有机体工作。在「部落」一詞中，所有家庭感、歸屬感、責任感和固有忠誠度須在演員陣容中感受得到。」為了加強這氣氛，奧賀爾根為演員安排基於信任、接觸、聆聽和密集考核為基礎的灵敏度练习，以消除演員和幕後的隔膜，亦鼓勵融合。這些練習基於伊沙林研究所和波蘭實驗劇院發展的技術。克勞德、伯傑和希拉住在一起是1960年代「部落」概念的另一面。

### 裸體、性自由和濫用藥物
第一幕中短暫的裸露情節曾惹來爭議和批評。米勒說「裸體是嬉皮士文化的一大部份，不但代表對他們父母的性壓抑的抗拒，同時亦是自由主義、靈性、誠信、開放和自由的聲明。裸體是美麗的、值得慶祝和欣賞的，而非蔑视和隐藏的。他們露出自己的胴體和性慾作為禮物，而非『骯髒的』東西。」
《毛髮》從幾方面歌頌性自由，除上述所提及的接受異族通婚外，角色在性方面和政治方面的生活方式接收《波希米亞人》的更新；正如雷達說：「和平運動的愛的元素是明顯的。」在歌曲《鸡奸》中，沃夫勸告大家去「加入聖狂歡欲經」。直至第二幕結束，部落成員前後戏谑誰會與誰共睡一夜時，揭露他們的自由戀愛趨勢。沃夫暗戀米克·贾格尔，和克勞德、伯傑和希拉的三角關係演變成克勞德和伯傑接吻。
在劇中，一些非法藥物被角色拿出，當中最有名的是旅程中所拿出的致幻剂。歌曲《太空漫步》的歌詞慶祝聲稱「他们怎么敢尝试结束这个美女……在本次潜水，我们重新找回感觉……我们的眼睛是睁大的，大，大，大」。類似的情景亦出現在歌曲《唐娜》上，伯傑唱出「我不斷發展你放下的藥物。」

### 國際上的成功

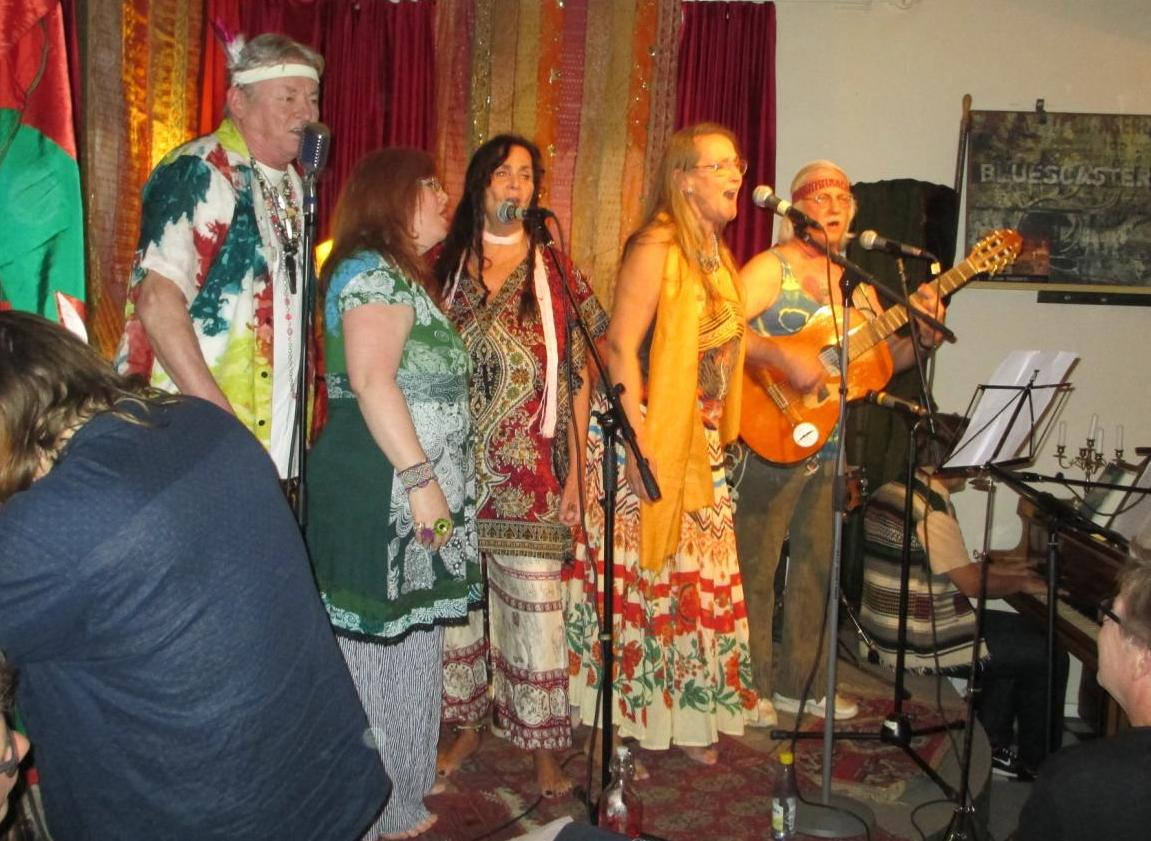
2015年，1968年瑞典版《毛髮》演員演出《毛髮》

## 外部連結
- 《毛髮》官方網站 （页面存档备份，存于）
- 百老匯網路資料庫（IDBD）上《毛髮》的资料（英文）
- 《毛髮》資料庫 （页面存档备份，存于）
- 《毛髮》官方網誌 （页面存档备份，存于）
- 《毛髮》原聲帶列表
- 高爾特·麥地蒙官方網站 （页面存档备份，存于）
- Reocities 《毛发》網站